# Sam Means
Sam Means (...) è uno sceneggiatore, autore televisivo e produttore televisivo statunitense, vincitore di tre Premi Emmy.

## Biografia
Sam Means ha conseguito il Bachelor of Arts presso il Dartmouth College e un Master of Philosophy presso il King's College di Cambridge. Ha iniziato la sua carriera come cartonista per il The New Yorker e come scrittore collaboratore per la rivista The Onion. Successivamente, ha iniziato a lavorare come autore per il programma televisivo The Daily Show, che gli ha valso la vittoria di tre Premio Emmy. Ha inoltre lavorato alle sceneggiature di 30 Rock, Parks and Recreation, Unbreakable Kimmy Schmidt, Grandi notizie e Girls5eva.

## Filmografia

### Sceneggiatore

#### Cinema
- Unbreakable Kimmy Schmidt - Kimmy vs il Reverendo(Unbreakable Kimmy Schmidt: Kimmy vs the Reverend), regia di Claire Scanlon (2020)

#### Televisione
- Premi Oscar 2006 - programma TV (2006)
- The Daily Show - programma TV, 845 episodi (2006-2011)
- Premi Oscar 2008 - programma TV (2008)
- The Drinky Crow Show - serie animata, episodio 1x08 (2009)
- The Rally to Restore Sanity and/or Fear, regia di Chuck O'Neil - speciale TV (2010)
- Mongo Wrestling Alliance - serie animata, episodio 1x05 (2011)
- 30 Rock - programma TV, 2 episodi (2012-2013)
- Golden Globe 2014 - programma TV (2014)
- Parks and Recreation - serie TV, 2 episodi (2014)
- Saturday Night Live - programma TV, 2 episodi (2014-2016)
- Unbreakable Kimmy Schmidt - serie TV, 12 episodi (2015-2019)
- Golden Globe 2015 - programma TV (2015)
- Stand for Rights, regia di Matthew Diamond e Nick Bernardone - speciale TV (2017)
- Grandi notizie (Great News) - serie TV, 3 episodi (2017)
- Golden Globe 2018 - programma TV (2018)
- Golden Globe 2019 - programma TV (2019)
- Mr. Mayor - serie TV, episodio 1x03 (2021)
- Girls5eva - serie TV, 3 episodi (2022-in corso)
- Golden Globe 2021 - programma TV (2021)
- Mulligan - serie TV, 20 episodi (2023-2024)
- Premi Oscar 2025 - programma TV (2025)

### Produttore

#### Cinema
- Unbreakable Kimmy Schmidt - Kimmy vs il Reverendo(Unbreakable Kimmy Schmidt: Kimmy vs the Reverend), regia di Claire Scanlon (2020)

#### Televisione
- Parks and Recreation - serie TV, 22 episodi (2013-2014)
- Unbreakable Kimmy Schmidt - serie TV, 50 episodi (2015-2019)
- Stand for Rights, regia di Matthew Diamond e Nick Bernardone - speciale TV (2017)
- Grandi notizie (Great News) - serie TV, 19 episodi (2017-2018)
- Mr. Mayor - serie TV, 9 episodi (2021)
- Girls5eva - serie TV, 12 episodi (2022-in corso)
- Mulligan - serie TV, 12 episodi (2023-2024)

## Riconoscimenti
- Premio Emmy
  - 2006 - Miglior sceneggiatura per un programma varietà, comico o musicale per The Daily Show
  - 2007 - Candidatura alla miglior sceneggiatura per un programma varietà, comico o musicale per The Daily Show
  - 2008 - Candidatura alla miglior sceneggiatura per un programma varietà, comico o musicale per The Daily Show
  - 2009 - Miglior sceneggiatura per un programma varietà, comico o musicale per The Daily Show
  - 2010 - Candidatura alla miglior sceneggiatura per un programma varietà, comico o musicale per The Daily Show
  - 2011 - Miglior sceneggiatura per un programma varietà, comico o musicale per The Daily Show
  - 2014 - Candidatura alla miglior sceneggiatura per uno speciale varietà per Golden Globe 2014
  - 2015 - Candidatura alla miglior serie commedia per Unbreakable Kimmy Schmidt
  - 2015 - Candidatura alla miglior sceneggiatura per uno speciale varietà per Golden Globe 2015
  - 2016 - Candidatura alla miglior serie commedia per Unbreakable Kimmy Schmidt
  - 2017 - Candidatura alla miglior serie commedia per Unbreakable Kimmy Schmidt
  - 2017 - Candidatura alla miglior canzone originale per Hell No (Unbreakable Kimmy Schmidt)
  - 2018 - Candidatura alla miglior serie commedia per Unbreakable Kimmy Schmidt
  - 2020 - Candidatura al miglior film televisivo per Unbreakable Kimmy Schmidt - Kimmy vs il Reverendo
  - 2024 - Candidatura alla miglior sceneggiatura per una serie commedia per Girls5eva
- Daytime Emmy Award
  - 2011 - Candidatura alla miglior sceneggiatura per uno speciale per The Rally to Restore Sanity and/or Fear